# Prix Goya de la meilleure direction de production

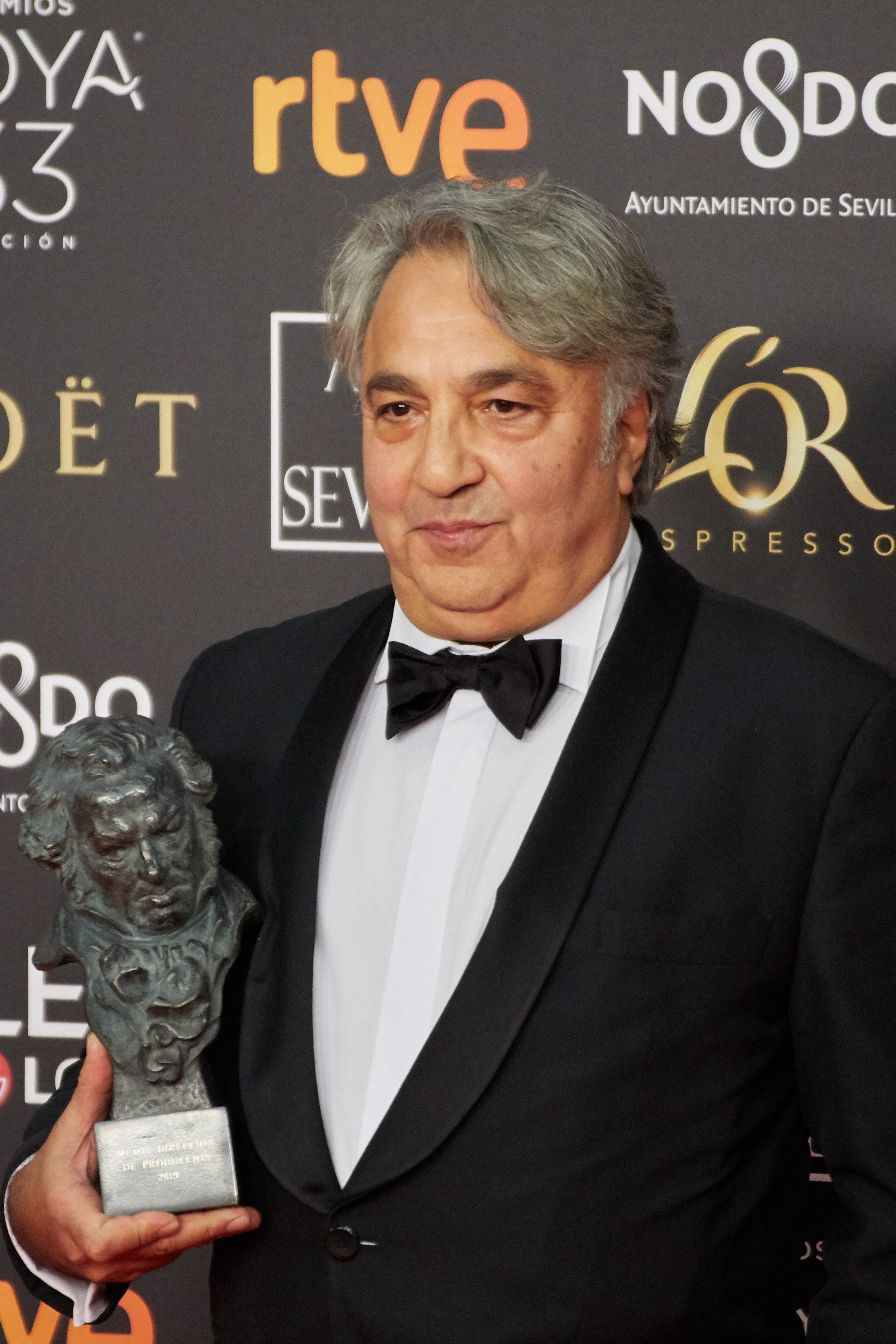
Yousaf Bokhari recoirtle prix Goya en 2019

Le prix Goya de la meilleure direction de production (Premio Goya a la mejor dirección artística) est une récompense décernée depuis 1988 par l'Academia de las artes y las ciencias cinematográficas de España au cours de la cérémonie annuelle des Goyas.

## Palmarès

### Années 1980
- 1988 : Marisol Carnicero (es) pour Cara de acelga
  - Mario Morales pour Asignatura aprobada
  - Daniel Vega pour Policía
- 1989 : José Gabriel Jacoste Quesada (ca) pour Remando al viento
  - Emiliano Otegui pour Berlín Blues
  - Víctor Albarrán pour El Dorado
  - Esther García pour Femmes au bord de la crise de nerfs (Mujeres al borde de un ataque de nervios)
  - Marisol Carnicero pour Pasodoble

### Années 1990
- 1990 : José López Rodero pour Le Rêve du singe fou (El sueño del mono loco)
  - Andrés Santana pour Bajarse al moro
  - Andrés Santana pour El mar y el tiempo
  - Adolfo Cora, Chihab Gharbi, Francisco Villar, Jaime Fernández-Cid et Selma Beccar pour El niño de la luna
  - Marisol Carnicero pour Le Marquis d'Esquilache (Esquilache)
- 1991 : Víctor Albarrán pour ¡Ay, Carmela!
  - Esther García pour Attache-moi ! (¡Átame!)
  - Primitivo Álvaro pour Lettres d'Alou (Las cartas de Alou)
- 1992 : Andrés Santana (ca) pour Le Roi ébahi (El rey pasmado)
  - Alejandro Vázquez pour Don Juan en los infiernos
  - José Luis García Arrojo pour Beltenebros
- 1993 : Esther García pour Action mutante (Acción mutante)
  - Cristina Huete pour Belle Époque
  - Antonio Guillén pour Le Maître d'escrime (El maestro de esgrima)
- 1994 : José Luis García Arrojo (ca) pour Tiranos Banderas
  - Esther García pour Kika
  - Ricardo García Arroyo pour Todos a la cárcel
- 1995 : José Luis Escolar Gutiérrez (ca) pour La pasión turca
  - Andrés Santana pour Días contados
  - José Luis García Arrojo pour El detective y la muerte
- 1996 : José Luis Escolar Gutiérrez (ca) pour Personne ne parlera de nous quand nous serons mortes (Nadie hablará de nosotras cuando hayamos muerto)
  - Josean Gómez pour Bouche à bouche (Boca a boca)
  - Carmen Martínez pour Le Jour de la bête (El día de la bestia)
- 1997 : Emiliano Otegui Piedra (es) pour Tesis
  - Carmen Martínez pour Más allá del jardín
  - Luis Gutiérrez pour Libertarias
- 1998 : José Luis Escolar Gutiérrez (ca) pour Perdita Durango
  - Roberto Manni pour La Femme de chambre du Titanic
  - Yousaf Bokhari pour Territoire comanche (Territorio Comanche)
- 1999 : Angélica Huete pour La Fille de tes rêves (La niña de tus ojos)
  - Emiliano Otegui pour Ouvre les yeux (Abre los ojos)
  - Mikel Nieto pour La hora de los valientes
  - Luis María Delgado et Valentín Panero pour El abuelo

### Années 2000
- 2000 : Esther García pour Tout sur ma mère (Todo sobre mi madre)
  - Carmen Martínez pour Goya à Bordeaux (Goya en Burdeos)
  - Emiliano Otegui pour La Langue des papillons (La lengua de las mariposas)
  - Eduardo Santana pour Solas
- 2001 : Luis María Delgado (es) pour You're the One (una historia de entonces)
  - Tino Pont pour Le Cœur du guerrier (El corazón del guerrero)
  - Juanma Pagazaurtundua pour Mes chers voisins (La comunidad)
  - Carmen Martínez pour Lázaro de Tormes
- 2002 : Miguel Ángel González et Emiliano Otegui Piedra (es) pour Les Autres (The Others)
  - José Luis Jiménez pour Intacto
  - Carlos Bernases pour Juana la Loca
  - Angélica Huete pour Sans nouvelles de Dieu (Sin noticias de Dios)
- 2003 : Fernando Victoria de Lecea Echebarria (ca) pour Box 507 (La caja 507)
  - Luis Gutiérrez pour Le Sortilège de Shanghai (El embrujo de Shanghai)
  - Andrés Santana pour El viaje de Carol
  - Javier Arsuaga pour Guerreros
- 2004 : Luis Manso et Marina Ortiz pour Mortadel et Filémon (La gran aventura de Mortadelo y Filemón)
  - Pilar Robla pour Al sur de Granada
  - Ana Vila pour Carmen
  - Josean Gómez pour Galindez (El misterio Galíndez)
- 2005 : Emiliano Otegui Piedra (es) pour Mar adentro
  - Esther García pour La Mauvaise Éducation (La mala educación)
  - Juanma Pagazaurtundua pour Le Crime farpait (Crimen ferpecto)
  - Miguel Torrente et Cristina Zumárraga pour El Lobo
- 2006 : Esther García pour The Secret Life of Words
  - Tino Pont pour Camarón
  - Eduardo Santana et Ernesto Chao pour Habana Blues
  - Puy Oria pour Obaba, le village du lézard vert (Obaba)
- 2007 : Cristina Zumárraga pour Capitaine Alatriste (Alatriste)
  - Eduardo Santana, Guido Simonetta et Ricardo García Arrojo pour Los Borgia
  - Bernat Elías pour Salvador (Puig Antich)
  - Toni Novella pour Volver
- 2008 : Sandra Hermida pour L'Orphelinat (El orfanato)
  - Martín Cabañas pour La 13 rosas
  - Juan Carmona et Salvador Gómez Cuenca pour Luz de domingo
  - Teresa Cepeda pour Oviedo Express
- 2009 : Rosa Romero pour Crimes à Oxford (The Oxford Murders)
  - Cristina Zumárraga pour Che, 1re partie : L'Argentin (Che: Part 1 - The Argentine)
  - Emiliano Otegui pour Los girasoles ciegos
  - Mario Pedraza et Rafael Cuervo pour Venganza (Sólo quiero caminar)

### Années 2010
- 2010 : José Luis Escolar Gutiérrez (ca) pour Agora
  - Alicia Tellería pour Cellule 211 (Celda 211)
  - Cristina Zumárraga pour Che, 2e partie : Guerilla (Che: Part 2 - Guerilla)
  - Eduardo Castro pour El baile de la Victoria
- 2011 : Cristina Zumárraga pour Même la pluie (También la lluvia)
  - Yousaf Bokhari pour Balada triste (Balada triste de trompeta)
  - Edmon Roch et Toni Novella pour Pain noir (Pa negre)
  - Aleix Castellón pour Lope
- 2012 : Andrés Santana (ca) pour Blackthorn
  - Toni Carrizosa pour Eva
  - Toni Novella pour La piel que habito
  - Paloma Molina pour Pas de répit pour les damnés (No habrá paz para los malvados)
- 2013 : Sandra Hermida pour The Impossible (Lo imposible)
  - Josep Amorós pour Blancanieves
  - Angélica Huete pour L'Artiste et son modèle (El artista y la modelo)
  - Manuela Ocón pour Groupe d'élite (Grupo 7)
- 2014 : Carlos Bernases pour Les Sorcières de Zugarramurdi (Las brujas de Zugarramurdi)
  - Marta Sánchez de Miguel pour 3 Mariages de trop (Tres bodas de más)
  - Josep Amorós pour Les Derniers Jours (Los últimos días)
  - Koldo Zuazua pour Zip et Zap (Zipi y Zape y el club de la canica)
- 2015 : Edmon Roch et Toni Novella pour El Niño
  - Manuela Ocón pour La isla mínima
  - Luis Fernández Lago et Julián Larrauri pour Agents super zéro (Mortadelo y Filemón contra Jimmy el Cachondo)
  - Esther García pour Les Nouveaux Sauvages (Relatos salvajes)
- 2016 : Andrés Santana (ca) et Marta Miró pour Personne n'attend la nuit (Nadie quiere la noche)
  - Carla Pérez de Albéniz pour Appel inconnu (El desconocido)
  - Toni Novella pour Palmiers dans la neige (Palmeras en la nieve)
  - Luis Fernández Lago pour Un jour comme un autres (A Perfect Day)
- 2017 : Sandra Hermida pour Quelques minutes après minuit (A Monster Calls)
  - Carlos Bernases pour 1898, los últimos de Filipinas
  - Manuela Ocón pour L'Homme aux mille visages (El hombre de las mil caras)
  - Pilar Robla pour La Reine d'Espagne (La reina de España)
- '2018 : Ander Sistiaga pour Handia
  - Carla Pérez de Albéniz pour Été 93 (Estiu 1993)
  - Álex Boyd et Jordi Berenguer pour The Bookshop
  - Luís Fernández Lago pour Oro, la cité perdue (Oro)
- 2019 : Yousaf Bokhari pour L'Homme qui tua Don Quichotte (The Man Who Killed Don Quixote)
  - Eduard Vallés et Hanga Kuruez pour Le Photographe de Mauthausen (El fotógrafo de Mauthausen)
  - Luis Fernández Lago pour Champions (Campeones)
  - Iñaki Ros pour El reino

### Années 2020
- 2020 : Carla Pérez de Albéniz pour Lettre à Franco (Mientras dure la guerra)
  - Toni Novella pour Douleur et Gloire (Dolor y gloria)
  - Manolo Limón pour L'Échappée sauvage (Intemperie)
  - Ander Sistiaga pour Une vie secrète (La trinchera infinita)
- 2021 : Ana Parra et Luis Fernández Lago pour Adú
  - Guadalupe Balaguer Trelles pour Les Sorcières d'Akelarre (Akelarre)
  - Carmen Martínez Muñoz pour Black Beach
  - Toni Novella pour Nieva en Benidorm
- 2022 : Albert Espel et Kostas Sfakianakis pour Mediterráneo
  - Luis Gutiérrez pour El buen patrón
  - Guadalupe Balaguer Trelles pour Les Repentis (Maixabel)
  - Óscar Vigiola pour El amor en su lugar

- 2023 : Manuela Ocón pour Prison 77 (Modelo 77)
  - Elisa Sirvent pour Nos soleils (Alcarràs)
  - Carmen Sánchez de la Vega pour As bestas
  - Sara E. García pour Piggy (Cerdita)
  - María José Díez pour Lullaby (Cinco lobitos)

- 2024 : Margarita Huguet pour Le Cercle des neiges
- 2025 : El 47
  - Casa en flames
  - La Infiltrada
  - La Vierge rouge (La virgen roja)
  - Le Retour de Saturne (Segundo Premio)